# Dirol
Dirol (вимовляється «Дірол») - марка жувальної гумки без цукру у вигляді подушечок, позиціонується як стоматологічна. Виробляється компанією ТОВ «Дірол Кедбері» . Фабрика знаходиться в місті Чудово, Великий Новгород .

## Історія
Жувальна гумка Dirol з'явилася в 1968 році і проводилася данською компанією Dandy, що належала родині Баггер-Соренсен. У 1993 році бренд відкрив представницький офіс в Москві і почав реалізовувати свою продукцію всередині Росії.
З 1999 року Dirol самостійно проводився на фабриці «Дірол» у Великому Новгороді. У 2002 році Cadbury Schweppes придбала компанію Dandy. У серпні 2003 року після об'єднання двох фабрик, «Дірол» і кондитерської фабрики «Кедбері Швепс» в місті Чудово, була утворена компанія «Дірол Кедбері». У 2013 і 2016 роках компанія виробляла ребрендинг, внаслідок якого змінам піддалися дизайн упаковки і логотип. На сьогоднішній день, найбільша колекція жуйок dirol у нижегородца Дмитра Щаулова. 385 примірників включаючи подарункові набори і запечатані блоки. 

## Ринок
Дослідження, проведені у 2000 році компанією «Бізнес Аналітика Юроп Лімітед», були спрямовані на вивчення основних тенденцій на російському ринку жувальної гумки. З них випливає, що в 1999-2000 роки Dirol займала друге місце після Orbit за наявною частці на ринку. Так, в листопаді 1999 року частка жувальної гумки «Dirol Лісова ягода» склала 6,3 %, Але з січня 2000 року вона знизилася до 1%. Одночасно Dirol Arctic Air утримував близько 5% Ринку протягом усього 2000 року. У 2000 році з'явилися «шестіподушечние» жуйки - Dirol Kid's Banana і Dirol Kid's Cola. Оскільки аналогів зі смаками банана і коли на ринку не було, сумарна частка цих продуктів і 2-х видів Stimorol (також належала «Денді Дистрибьюшн») перевищувала 9,5%.
За даними дослідницького холдингу «Ромир», бренд Dirol посідав друге місце в російському сегменті жувальної гумки. Його частка, станом на 2011 рік, становила 44% Ринку.

## Види
- Dirol морозна м'ята
- Dirol крижана м'ята
- Dirol ніжність м'яти
- Dirol зі смаком маракуї
- Dirol зі смаком м'яти
- Dirol зі смаком м'яти та меліси
- Dirol кавунова свіжість
- Dirol кавуново-динний коктейль
- Dirol зі смаком кокоса і полуниці
- Dirol зі смаком солодкої м'яти
- Dirol white зі смаком перцевої м'яти
- Dirol white зі смаком м'яти
- Dirol white зі смаком полуниці
- Dirol зі смаком полуниці та черешні
- Dirol bubble fresh
- Dirol colors XXL асорті фруктових смаків
- Dirol colors XXL асорті м'ятних смаків
- Dirol X - fresh кавуновий лід
- Dirol X - fresh крижаний мандарин
- Dirol X - fresh свіжість чорниці та цитруси
- Dirol 60 хвилин свіжості зі смаком м'яти